# Hemithioacetaly
Hemithioacetaly (též thiohemiacetaly) jsou organické sloučeniny obsahující funkční skupiny se vzorcem RCH(OH)SR. Protože mají na jednom z uhlíkových atomů čtyři různé substituenty, tak jsou hemithioacetaly chirální. Podobnými sloučeninami jsou dithiohemiacetaly, odovídající obecnému vzorci RCH(SH)SR. I když mohou být významnými meziprodukty, tak se obvykle neizolují, protože vytvářejí rovnováhy s thioly a aldehydy.

## Vznik a struktura
Hemithioacetaly se vytváří reakcemi thiolů s aldehydy;
RCHO + R’SH ⇌ RCH(OH)(SR’)
většinou katalyzovanými kyselinami. Jedná se o meziprodukty tvorby dithioacetalů:
RCH(OH)(SR’) + R’SH ⇌ RCH(SR’)2 + H2O

## Izolovatelné hemithioacetaly

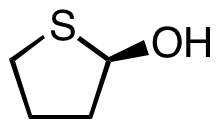
2-hydroxytetrahydrothiofen je jedním z mála hemithioacetalů, které lze izolovat.

Hemithioacetaly se obvykle snadno rozkládají na thiol a aldehyd, některé však lze izolovat. Izolovatelné hemithioacetaly bývají cyklické, což znesnadňuje disociaci, a mnohdy jsou dále stabilizovány přítomností kyseliny.
Do této skupiny sloučenin patří S-glykosidy, jako například oktylthioglukosid, vznikající reakcemi thiolů se sacharidy.
Dalšími izolovatelnými hemithioacetaly jsou například 2-hydroxytetrahydrothiofen a lék proti HIV lamivudin.
Další skupina izolovatelných hemithioacetalů je odvozená od karbonylových sloučenin se stabilními hydráty, například reakcemi thiolů s trihydrátem hexafluoracetonu.

## Výskyt
Glyoxaláza I, součást systému glyoxaláz v cytosolu, katalyzuje přeměny α-oxoaldehydů (RC(O)CHO) a thiolu glutathionu (GSH) na S-2-hydroxyacylglutathiony [RCH(OH)CO-SG]. Součástí katalytického mechanismu je meziprodukt v podobě hemithioacetalu [RCOCH(OH)-SG]. Spontánní reakcí se vytváří methylglyoxal-glutathionhemithioacetal a glyoxaláza I.
Hemithioacetal je také navrženým meziproduktem působení prenylcysteinlyázy. V průběhu katalýzy se S-farnesylcystein oxiduje flavinadenindinukleotidem na thiokarbeniový ion, který je hydrolyzován na hemithioacetal:
Po svém vzniku se hemithioacetal rozpadá na peroxid vodíku, farnesal a cystein.